# Autonoom gouvernement Estland
Het autonoom gouvernement Estland (Russisch Автономная Эстляндская губерния) was een autonoom gouvernement (goebernija) of autonome republiek in Estland die ontstond na de Russische Revolutie van 1917. 
Voor de revolutie was Estland onderdeel van het keizerrijk Rusland en was het gebied verdeeld in twee gouvernementen, namelijk het gouvernement Estland in het noorden, wat overeenkwam met Deens Estland, en het gouvernement Lijfland in het zuiden waarvan het noordelijke deel, waar voornamelijk Esten woonden, bij Estland ging horen en het zuidelijke deel bij Letland. Op 12 april 1917 (30 maart volgens de juliaanse kalender die toen nog in Rusland werd gebruikt) werden deze twee gouvernementen door de Russische voorlopige regering samengevoegd tot het autonoom gouvernement Estland.
Er werden verkiezingen voor een voorlopig parlement (Maapäev) georganiseerd waaraan de mensjewiekse en bolsjewiekse fracties van de Russische Sociaaldemocratische Arbeiderspartij mee zouden doen. Op 5 november 1917, vlak voor de Oktoberrevolutie in Sint-Petersburg, pleegde de Estse bolsjewistische leider Jaan Anvelt een antidemocratische staatsgreep in Tallinn en hij probeerde de macht van de gouverneur Jaan Poska op 28 november 1917 over te nemen. Het parlement erkende deze bolsjewistische staatsgreep niet en verklaarde dat zij de enige wettige autoriteit in Estland was. De Estse bolsjewistische beweging werd verboden, maar ze ging hierna ondergronds verder. Op 5-7 april tijdens de Estse Onafhankelijkheidsoorlog waren er verkiezingen voor het Estse parlement die gewonnen werden door anti-bolsjewistische partijen.
In februari 1918 waren de vredesonderhandelingen tussen de Russische Socialistische Federatieve Sovjetrepubliek en het Duitse Keizerrijk stukgelopen en daarna werd Estland bezet door de Duitsers, waarna de bolsjewisten naar Rusland vluchtten. Op 23 februari 1918, een dag voordat de Duitsers Tallinn binnenvielen, kwam het Verlosserscomité van het Estse parlement samen om de Estse onafhankelijkheid uit te roepen.